# Кленно (Псковская область)
Кленно — деревня в Гдовском районе Псковской области России. Входит в состав Спицинской волости Гдовского района.
Расположена на побережье Чудского озера, у северной окраины волостного центра Спицино и в 23 км к югу от Гдова.

## Население
Численность населения деревни на 2000 год составляла 2 человека.